# Eugène Ionesco
Eugène Ionesco (Slatina, Roménia, 26 de Novembro de 1909 — Paris, 28 de Março de 1994) foi um dos maiores patafísicos e dramaturgos do teatro do absurdo. Para lá de ridicularizar as situações mais banais, as peças de Ionesco retratam de uma forma tangível a solidão do ser humano e a insignificância da sua existência.
Filho de pai romeno e mãe francesa, Ionesco passou a maior parte da infância na França, mas no princípio da adolescência regressou à Roménia, onde se formou como professor de francês e casou em 1936. Em 1928, na Universidade de Bucareste, conheceu Emile Cioran e Mircea Eliade, e os três tornaram-se amigos de toda a vida.
Regressou à França em 1938 para concluir a sua tese de doutoramento. Apanhado pela eclosão da guerra, em 1939, Ionesco permaneceu na França, acabando por revelar-se um escritor de talento. Foi eleito membro da Académie Française em 1970.
Morreu aos 81 anos e está sepultado no Cemitério do Montparnasse, em Paris.

## Obras
Eugênio Ionesco é considerado, com o Irlandês Samuel Beckett, o pai do teatro do absurdo,  segundo o qual é preciso ‘’para  um texto burlesco, uma interpretação dramática; para um texto dramático, uma interpretação burlesca’’. Porém,  além do ridículo das situações mais banais, o teatro de Ionesco representa de maneira palpável, a solidão do ser humano e a insignificância de sua existência. Não queria que suas obras fossem categorizadas como Teatro do absurdo, preferindo em vez de absurdo, a palavra insólito. Ele percebeu no termo insólito um aspecto ao mesmo tempo pavoroso e maravilhoso diante da estranheza do mundo, enquanto a palavra  absurdo  seria sinônimo de insensato, de incompreensão. «Não é porque não compreendemos uma coisa que ela é absurda», resumiu seu biógrafo André Le Gall.

### Teatro
- La Cantatrice chauve (A Cantora Careca), (1950)
- Les Salutations (As Saudações), (1950)
- La Leçon (A lição), (1951)
- Les Chaises (As Cadeiras), (1952)
- Le Maître (O Mestre), (1953)
- Victimes du devoir (Vitimas do dever), (1953)
- La Jeune Fille à marier (Adolescente para casar), (1953)
- Amédée ou comment s'en débarrasser (Amédée ou como se desembaraçar dele), (1954)
- Jacques ou la soumission (Jacques ou a submissão), (1955)
- Le Nouveau Locataire (O Novo locatário), (1955)
- Le Tableau (O Quadro), (1955)
- L'Impromptu de l'Alma (O Improviso de Alma),(1956)
- L'avenir est dans les œufs (O futuro está nos ovos), (1957)
- Tueur sans gages (Assassino sem fiança), (1959)
- Scène à quatre (Cena a quatro), (1959)
- Apprendre à marcher (Aprender a andar), (1960)
- Rhinocéros (Rinoceronte), (1960)
- L'avenir est dans les œufs (O futuro está nos ovos), (1962)
- Délire à deux (Delirio a dois),(1962)
- Le Roi se meurt (O Rei está morrendo), (1962)
- Le Piéton de l'air (O Pedestre aéreo) ,(1963)
- La Soif et la Faim (A Sede e a Fome), (1965)
- Pour préparer un œuf dur (Para preparar um ovo duro), (1966)
- La Lacune (A Lacuna), (1966)
- Jeux de massacre (Jogos de massacre), (1970)
- Macbett (1972)
- Ce formidable bordel! (Este formidável bordel), (1973)
- L'Homme aux valises (O homem das malas), (1975)
- Voyage chez les morts (Viagem na casa dos mortos)

### Ensaios
- La Tragédie du langage (A tragédia da linguagem),(1958)
- Expérience du théâtre (Experiências do teatro),(1958)
- Discours sur l'avant-garde (Discurso sobre a vanguarda),(1959)
- Notes et contre-notes (Notas e contranotas),(1962)
- Découvertes (Descobertas), (1969)
- Antidotes (Antidotos), (1977)
- La Quête intermittente (A Busca intermitente), (1988)

### Romances
- La Vase (A lama),(1956)
- Le Piéton de l'air (O Pedestre do ar), (1961)
- La Photo du colonel ( A Foto do coronel), (1962)
- Le Solitaire (O Solitário),  (1973)